# Joyce Mpanga
Joyce Rovincer Mpanga, née Masembe le 22 janvier 1934 à Mityana et morte le 18 novembre 2023, est une personnalité politique ougandaise. 
Membre de Lukiiko (en) depuis 2009, et deux fois ministre : ministre des Femmes de 1988 à 1989, puis ministre de l'éducation primaire entre 1989 et 1992. Elle est membre du parlement de l'Ouganda pour le district de Mubende de 1996 à 2001.